# 대나무쥐
대나무쥐 또는 중국대나무쥐(Rhizomys sinensis)는 소경쥐과에 속하는 설치류의 일종이다. 중국 남부와 미얀마 남부, 베트남 북부 지역에서 발견된다. 서식지는 보통 고지대 대나무 숲과 고지대와 소나무 숲, 농장이다.

## 특징
머리부터 몸까지 길이는 216~380mm이고 꼬리 길이는 50~96mm, 몸무게는 1875~1950g이다. 털은 근연종 회백색대나무쥐(Rhizomys pruinosus)에서 보이는 것처럼 조모(粗毛)가 없이 부드럽다. 얼굴 옆과 머리 윗부분의 털은 진한 회색빛 갈색이고, 몸은 좀더 연한 회색빛 갈색이다. 하체는 털이 거의 없다.

## 습성
중국대나무쥐는 번식기를 제외하고는 독거 생활을 한다. 일년 내내 번식을 하며, 봄에 절정에 달한다. 한 번에 털이 없는 상태의 새끼를 2~4마리(최대 8마리)를 낳고, 3개월 이후에 젖을 뗀다. 세력권은 입구(높이는 20~40cm, 너비는 50~80cm)가 막힌 4~7 군데의 흙 무더기로 표시된다. 굴 깊이는 20~30cm이고 길이는 최대 45m이다. 탈출용 굴은 항상 준비되어 있고, 흙으로 느슨하게 막혀 있다. 둥지로 사용되는 방은 폭이 20~25cm이고, 대나무 잎이 늘어서 있다. 땅 표면의 대나무 싹과 뿌리를 주로 먹고, 먹이가 고갈되면 약 1년 후에 이동한다. 포식자는 눈표범과 레서판다가 포함된다.

## 보전 상태
중국대나무쥐는 분포 지역이 아주 넓고, 일부 지역에서는 흔하게 발견되고 중국 일부에서는 농작물의 해충으로 간줃히고 아주 큰 개체군을 갖는 것으로 추정된다. 직면하고 있는 주요 위협은 식용으로 사냥되는 것이다. 국제 자연 보전 연맹(IUCN)이 "관심대상종"으로 지정하고 있다.